# Лишковац
Лишковац је планина у источној Србији, која припада групи Карпатско-балканских планина. Налази се између Мајданпека и Доњег Милановца. Највиши врх је Велики Лишковац са 803 метара надморске висине. Заједно са планинама Шомрда и планинама изнад Голупца образује планински масив Северни Кучај који заједно са планином Мироч и планинама у Румунији гради Гвоздена врата познатија као Ђердапска клисура. Цео масив се налази у националном парку Ђердап. Планине су богате густом буковом шумом као и бистрим планинским рекама. Са неких врхова се пружа величанствен поглед на Дунав који је дубоко у клисури.